# 빅토리 건담
빅토리 건담(영어: Victory Gundam, 일본어: ヴィクトリーガンダム)은 《건담 시리즈》에 등장하는 모빌 슈트(MS)로 분류되는 가공의 유인 조종식 인간형 로봇 병기이다. V 건담(영어: V Gundam, 일본어: Vガンダム)이라고도 불린다. 1993년에 방영된 TV 애니메이션 《기동전사 V 건담》에서 처음으로 등장했다.
주인공 측의 세력인 레지스탕스 조직 "리가 밀리티어"가 개발한 건담 타입의 모빌 슈트이다. 기존의 건담 시리즈 작품에서 "원 오프의 시제기"로서의 설정이 많은 건담 타입으로서는 드물게 다수의 동형기가 존재하는 "양산기"로서의 설정이 특징이다. 《기동전사 건담》의 주역기인 RX-78-2 건담이나 《기동전사 건담 ZZ》의 주역기인 ZZ 건담과 비슷한 분리 합체 기구를 가지고 있으며, 콕피트를 가지는 코어 파이터를 중심으로 기체를 3기의 메카로 분리할 수 있다.
《기동전사 V 건담》 작품 내에서는 주인공인 웃소 에빈을 비롯한 주요 인물들이 탑승한다. 서술한 바와 같이 다수의 동형기가 등장하지만 웃소기의 머리는 건담다운 V자 안테나 타입이며, 그 외에는 측두부에 안테나를 가지고 있는 헥사 타입으로 구분되어 있다. 작품 후반부에 웃소가 후계기인 V2 건담(빅토리 투 건담)으로 갈아타면서 마베트 핑거햇의 V 건담 헥사가 V자 안테나로 환장한다.

## 같이 보기
- 기동전사 V 건담